# Templeton (Califórnia)
Templeton é uma Região censo-designada localizada no estado americano da Califórnia, no Condado de San Luis Obispo.

## Demografia
Segundo o censo americano de 2000, a sua população era de 4687 habitantes.

## Geografia
De acordo com o United States Census Bureau tem uma área de 12,3 km², dos quais 12,3 km² cobertos por terra e 0,0 km² cobertos por água. Templeton localiza-se a aproximadamente 257 m acima do nível do mar.

## Localidades na vizinhança
O diagrama seguinte representa as localidades num raio de 32 km ao redor de Templeton.